# 関東高校スーパーリーグ
関東高校スーパーリーグは、関東地区で行われる高校ラグビーのリーグ。

## 沿革
2002年2月、高校ラグビーの普及と発展のために関東地区1都7県の高校上位校が参加で発足。なお基本総当たりで2002年から2004年は8チーム、2005年は10チーム、2006年以降は12チームが参加。
そして2020年、新型コロナの影響で中止となった。

## 2021年度出場校
東京都
- 國學院久我山
- 大東第一
- 東京

茨城県
- 茗溪学園
- 清真学園

群馬県
- 東農大二
- 明和県央

その他の県
- 桐蔭学園(神奈川県)
- 深谷(埼玉県)
- 流経大柏(千葉県)
- 國學院栃木(栃木県)
- 日川(山梨県)

## 試合方式
12チームを3グループ4チームに分けて総当たりを行い、その順位に応じてセカンドステージでまた3グループ4チームに分けて総当たりして優勝チームを決める。

## 歴代優勝校
| 年   | チーム           |
| ---- | ---------------- |
| 2002 | 國學院久我山     |
| 2003 | 國學院久我山     |
| 2004 | 國學院久我山     |
| 2005 | 茗溪学園         |
| 2006 | 桐蔭学園         |
| 2007 | 桐蔭学園         |
| 2008 | 流経大柏         |
| 2009 | 國學院久我山     |
| 2010 | 桐蔭学園         |
| 2011 | 桐蔭学園         |
| 2012 | 茗溪学園         |
| 2013 | 流経大柏         |
| 2014 | 流経大柏         |
| 2015 | 桐蔭学園         |
| 2016 | 桐蔭学園         |
| 2017 | 桐蔭学園         |
| 2018 | 桐蔭学園         |
| 2019 | 桐蔭学園         |
| 2020 | 中止のため、なし |

## 優勝チームMVP
- 2015年 - 齋藤直人
- 2016年 - 山本龍亮
- 2017年 - 原田衛
- 2018年 - 伊藤峻祐
- 2019年 - 伊藤大祐